# Plaxhaplous
Il plaxaplo (gen. Plaxhaplous) è un mammifero cingolato estinto, appartenente ai glittodonti. Visse tra il Pleistocene inferiore e il Pleistocene superiore (circa 1,8 - 0,02 milioni di anni fa) e i suoi resti fossili sono stati ritrovati in Sudamerica.

## Descrizione
Come tutti i glittodonti, anche questo animale era dotato di un carapace che andava a ricoprire gran parte del corpo; il carapace era formato da elementi poligonali ossei (osteodermi) ben saldati fra loro, che formavano una struttura rigida e robusta a protezione dai predatori. Plaxhaplous era uno dei più grandi glittodonti noti, e si suppone possa aver raggiunto i 3,5 metri di lunghezza. La struttura degli osteodermi era distinguibile da quella delle forme simili: essi erano fortemente suturati fra loro, ornati da perforazioni numerose e piuttosto larghe (fino a 4 millimetri), disperse lungo la superficie della placca; queste perforazioni non attraversavano però tutto lo spessore della placca. In generale, si suppone che l'aspetto di Plaxhaplous fosse simile a quello del ben noto Doedicurus, ma non è chiaro se anche Plaxhaplous fosse dotato della caratteristica coda "a mazza ferrata" tipica di quest'ultimo genere, benché il tubo caudale fosse largo e appiattito.

## Classificazione
Il genere Plaxhaplous venne descritto per la prima volta da Florentino Ameghino nel 1884, sulla base di resti fossili ritrovati in Argentina in terreni del Pleistocene superiore. La specie tipo è Plaxhaplous canaliculatus, rinvenuta nella zona di Lujàn nella Provincia di Buenos Aires. A questo genere è attribuita anche la specie P. ensenadensis, sempre dell'Argentina. Fossili attribuiti a Plaxhaplous provengono anche dall'Uruguay e (in terreni più antichi) dalla Bolivia.
Plaxhaplous è un rappresentante dei Doedicurini, un gruppo di glittodonti tipico di Pliocene e Pleistocene, dotato di code pesantemente corazzate e a volte armate di spine.